# Каменское муниципальное образование (Вологодская область)
Каменское муниципальное образование — сельское поселение, существовавшее в составе Грязовецкого района Вологодской области до 7 марта 2013 года.
Центр — посёлок Вострогский, расположенный в 48 км по железной дороге от пгт. Вохтога.
Располагалось на востоке района. Граничило:
- на западе с Вохтожским муниципальным образованием,
- на севере с Междуреченским районом,
- на юге и востоке с Костромской областью.

Посёлки, образующие сельское поселение, расположены на Монзенской железной дороге, которая связывает их с Вохтогой. В сельском поселении работают Каменский лесопункт, где работает основная часть населения, Каменская средняя школа с дошкольной группой, клуб, три фельдшерско-акушерских пункта, котельная, артезианская скважина, почтовое отделение, торговые точки. В 2006 году посёлки были электрифицированы.

## История
История посёлков, образующих сельское поселение, связана с лесозаготовками. В 1929 году в посёлке Восья была открыта Монзенская сплавконтора, которая занималась сплавом леса по реке Костроме, в 1932 был создан Монзенский леспромхоз. В 1934 году началось строительство Монзенской железной дороги. То же название носил и сельсовет, объединявший лесные посёлки и входивший в состав Междуреченского района.
В 1941 году Монзенский сельсовет был передан в Грязовецкий район, а 17 августа 1979 года переименован в Каменский.
В 1999 году был утверждён список населённых пунктов Вологодской области. Согласно этому списку в Каменский сельсовет входили 11 населённых пунктов.
20 декабря 2001 года посёлки Пересечение и Шпалорезка были присоединены к центру сельсовета посёлку Вострогский.
1 января 2006 года в соответствии с Федеральным законом № 131 «Об общих принципах организации местного самоуправления в Российской Федерации» Каменский сельсовет был преобразован в сельское поселение.
7 марта 2013 года Каменское сельское поселение было присоединено к Вохтожскому городскому поселению.

## Населённые пункты
В состав сельского поселения входили 9 посёлков.
| Населённый пункт        | ОКАТО          | Рег. номер | Расстояние до районного центра, км | Расстояние до центра поселения, км | Индекс | Координаты                      |
| ----------------------- | -------------- | ---------- | ---------------------------------- | ---------------------------------- | ------ | ------------------------------- |
| посёлок Вострогский     | 19 224 848 001 | 3238       | 103                                | —                                  | 162072 | 59°09′06″ с. ш. 41°25′09″ в. д. |
| посёлок Восья           | 19 224 848 002 | 3239       | 82                                 | 21                                 | 162070 | 59°00′22″ с. ш. 41°11′21″ в. д. |
| посёлок Истопный        | 19 224 848 003 | 3240       | 88                                 | 15                                 | 162070 | 59°02′14″ с. ш. 41°16′48″ в. д. |
| посёлок Каменка         | 19 224 848 004 | 3241       | 105                                | 2                                  | 162070 | 59°09′41″ с. ш. 41°25′48″ в. д. |
| посёлок Кирпичное       | 19 224 848 006 | 3243       | 85                                 | 24                                 | 162072 | 59°00′56″ с. ш. 41°10′42″ в. д. |
| посёлок Кирпичный Завод | 19 224 848 005 | 3242       | 104                                | 1                                  | 162063 | 59°08′55″ с. ш. 41°26′13″ в. д. |
| посёлок Максимовка      | 19 224 848 007 | 3244       | 107                                | 5                                  | 162060 | 59°02′06″ с. ш. 41°22′05″ в. д. |
| посёлок Подкаменка      | 19 224 848 010 | 3246       | 104                                | 1,5                                | 162072 | 59°08′23″ с. ш. 41°26′07″ в. д. |
| посёлок Стеклянка       | 19 224 848 011 | 3247       | 111                                | 38                                 | 162063 | 59°07′58″ с. ш. 41°36′27″ в. д. |

Населённые пункты, упразднённые 20 декабря 2001 года:
| Населённый пункт    | ОКАТО          | Рег. номер | Расстояние до районного центра, км | Расстояние до центра поселения, км |
| ------------------- | -------------- | ---------- | ---------------------------------- | ---------------------------------- |
| посёлок Пересечение | 19 224 848 009 | 3245       | 102                                | 1                                  |
| посёлок Шпалорезка  | 19 224 848 012 | 3248       | 82                                 | 0,2                                |

- посёлок Истопный, станция Истопная
- посёлок и станция Каменка
- посёлок Максимовка, станция Прудовица
- посёлок и станция Стеклянка